# 高桥镇 (紫阳县)
高桥镇，是中华人民共和国陕西省安康市紫阳县下辖的一个乡镇级行政单位。

## 行政区划
高桥镇下辖以下地区：
高桥街道社区、权河村、兰草村、双龙村、裴坝村、板厂村、铁佛寺村、何家堡村、龙潭村、涧池村、八仙村和深磨村。